# Eurypylus
Eurypylus is een geslacht van kreeftachtigen uit de klasse van de Ostracoda (mosselkreeftjes).

## Soorten
- Eurypylus chavturi Kornicker, 1992
- Eurypylus darwinensis Kornicker, 1996
- Eurypylus eagari Kornicker & Iliffe, 2000
- Eurypylus hapax Kornicker & Iliffe, 2000
- Eurypylus matrix Kornicker in Kornicker & Thomassin, 1998
- Eurypylus pulcher Hall, 1985
- Eurypylus rex Kornicker, 1996
- Eurypylus rousei (Darby, 1965)
- Eurypylus setifer (Poulsen, 1965) Kornicker & McKenzie, 1976
- Eurypylus setiferus (Poulsen, 1965)

Niet geaccepteerde soorten:
- Eurypylus concentricostatus geaccepteerd as Sarsiella concentricostata (Hartmann, 1974)
- Eurypylus petrosus geaccepteerd as Sarsiella petrosa (Brady, 1869)